# رشته‌کوه پولوسنی
رشته‌کوه پولوسنی (روسی: Полоусный кряж) یک رشته‌کوه در استان یاقوتستان کشور روسیه است.